# 6174 Polybius
6174 Polybius este o planetă minoră (asteroid), cu un diametru de 21,008 km, din centura de asteroizi. A fost descoperită pe 4 octombrie 1983 la observatorul Lowell⁠(d) de Norman G. Thomas⁠(d) și a fost numită după Polybius. 
Obiectul prezintă o orbită caracterizată de o semiaxă mare de 3,0503299 UAi, o excentricitate de 0,22, o înclinație de 14,69501 ° în raport cu ecliptica.